# 코코추
코코추(한자: 闊闊出, ᠬᠡᠣᠬᠡᠴᠦ, Kūkuchū, 키릴 문자:Хөхчү, 생년 미상 ~ 1313년 2월 11일(음력 1월 16일)) 또는 쿠쿠추는 몽골 제국(예케 몽골 울루스)과 원나라의 황족이다. 성씨는 보르지긴으로 원나라 세조 쿠빌라이 카안의 아홉째 서자이다. 영원왕(寧遠王)과 영왕(寧王)에 봉해졌다. 그의 이름 코코추는 몽골어로 유방, 푸른 자, 청명한 자를 뜻한다.
1275년 이복 형 노무간의 휘하로 출정, 1276년 노무간을 따라 카이두와 교전하러 출전하였다. 알말리크에서 몽케 칸 계열 왕자들의 진중 반란으로 사로잡혀, 킵차크 한국에 보내져 몽케 테무르에게 감금당했고 1284년 풀려났다. 원나라와 카이두의 협상 끝에 풀려났다는 설과 탈출에 성공했다는 설이 있다. 1289년 영원왕에 책봉되었다.
1298년 겨울 카이두와의 교전 중 막사에서 음주하다가, 카이두의 일파인 두아의 공격으로 참패하고 해임되었다. 
1307년 원 성종 테무르 사후 그는 불루간 대카툰의 안서왕 아난다 추대에 반대, 다르마발라의 차남 아유르바르와다(후일의 원 인종) 등이 일으킨 정변에 가담했다. 그는 아유르바르와다를 지지했으나, 퀼리그 칸 카이산이 원 무종으로 즉위했다. 무종 즉위 후 영왕으로 진봉되었으나, 1310년 2월 모반을 꾀하다가 삼보로의 밀고로 고소, 아내 올제이와 측근 24인이 사형당했다. 원 무종이 그를 복주하라 했으나 중서우승상 테케(鐵哥)의 적극 상소로 사형을 면하고, 그는 킵차크 칸국 또는 고려로 추방되었다. 원 인종 즉위 후 1312년 대신 테케의 상소로 석방되어 대도로 돌아오던 길에 죽었다.

## 생애

### 생애 초반
원나라 세조 쿠빌라이 카안의 아들로, 모비는 후슈친 황후 허루친씨(烏式眞 皇后 許兀愼氏)이다. 페르시아어 사서에는 쿠케치(كوكچو)로 표기된다. 그의 이름 코코추는 몽골어로 푸른 자, 청명한 자, 숭고한 자를 뜻한다. 또는 유방, 모유 수유라는 뜻도 있다. 정확한 생일은 기록이 전하지 않아 미상이다.
중국의 원사의 종실세계표, 원사연의 등에는 그의 생모 이름이 기록되지 않았디만, 페르시아계 사서인 집사(集史)에 의하면 칭기즈칸의 공신 중 한명인 기양왕(淇陽王) 보로클(博爾忽 또는 孛羅忽勒)의 딸 후슈친 황후 허루친씨(烏式眞 皇后 許兀愼氏, هوشیجین)였다 한다. 휴슈친 황후는 몽골 제국의 개국공신인 보로클의 딸이었으나 보로클의 정실, 첩실소생 여부는 알 수 없다. 어떤 이유에서였는지 후슈친은 쿠빌라이 카안의 황후(카툰)들 중에서는 비교적 신분이 낮은 위치에 있었다. 집사에 의하면 동복 친형으로는 아이아치 황자가 있다. 일설에는 고려 충렬왕의 왕비 제국대장공주로 추정되는 쿠루투크 또는 케루미슈 역시 그의 동복 누이였다는 설이 있다.
그녀에게서 태어난 코코추와 아야치는 쿠빌라이 카안의 여러 아들들 중 지위가 낮은 존재로 취급되었다. 일설에는 진남왕 토곤 역시 그의 동복 형제라는 설이 있다. 코코추의 어린 시절, 소년 시절에 대한 것, 용모, 성격에 대한 것 등은 원사, 원사연의 등의 기록에 나타나지 않는다.

### 포로 생활과 석방
1275년 코코추는 이복 형이며 몽골리아 일대를 다스리던 북평왕 노무간(北平王 那木罕)의 휘하에 들어가 출정, 위구르와 몽골 서남부에서 쿠빌라이 카안에게 저항하던 카이두와의 전투에 출전했다. 1275년 2월 20일 쿠빌라이 카안의 명으로 병력 1,000인과 귀순군 500명을 이끌고 위구르인 장군 아라하이아(阿剌海牙)의 지휘를 받게 했으며, 호남과 강가 지역 백성 중 귀순하는 자는 코코추가 통솔하고, 항복하지 않는 자는 유인하여 복속시킬 것을 지시받았다.
카이두와의 교전 중 쿠쿠추는 승상 안통, 노무간 등과 함께 카이두 군을 타도하기 위해, 갑자기 알말리크로 기습공격을 가했지만, 1277년 7월 16일 몽케 칸 가문의 시리기를 중심으로 몽케 가문의 일족이 반란을 일으켰다.(시리기의 난) 이때 툴루이의 서자로 쿠빌라이에게 반기를 들었던 소게두와, 소게두의 아들 투그 테무르, 몽케 칸의 첩의 넷째 아들이었던 시리기 등이 진중에서 반란, 역습을 가하여, 노무간과 쿠쿠추와 안통은 밤에 알말리크의 숙영지에서 체포, 안통은 쇠사슬로 결박되었다. 이때 코코추는 몽케 칸의 손자 무사이에게 사로잡혔다.
시리기는 카이두에게 협상을 제의, 체포된 노무간, 코코추, 안통을 넘길 것을 제의했으나 카이두는 거절했다. 노무간, 코코추는 시리기의 측근들에 의해 킵차크 한국 주치 울루스의 뭉케 테무르 칸에게 보내져, 감금당했다. 시리기 일파는 서방의 몽골 왕족들에게 도움을 요청하며 쿠쿠추를 서방으로 보냈지만, 카이두와 킵차크 한국은 이들의 요청을 거절했고, 노무간은 탈출, 도주에 성공한다.
쿠빌라이 카안은 카이두와 협상, 1284년 코코추의 석방을 이끌어낸다.  원나라와 카이두의 협상 끝에 풀려났다는 설 외에도, 탈출에 성공했다는 설이 있다. 코코추는 쿠빌라이 칸이 남송 전선에서 바얀을 파견하여 교전할 무렵, 쿠빌라이 칸에게 송환되었다.
1288년 12월 6일 다시 카이두가 몽골 고원을 공격, 코코추가 군사를 이끌고 가서 교전하였다.

### 군사 활동
몽골에 복귀한 이후 그는 바얀 장군, 북평왕 노무간, 카말라 등과 함께, 군사를 이끌고 오랫동안 몽골의 국경지대를 방어하였다. 쿠빌라이 칸은 코코추에게 1289년 12월 12일 영원왕(寧遠王)에 봉하고 거북이 손잡이가 있는 금인을 하사했다. 카이두와 교전에 참전한 공로로 받은 것이며 쿠빌라이 칸의 적자인 후게치, 오그룩치에 비하면 순위가 낮은 왕작 서열이었지만, 왕 작위를 받지 못한 동복형 아이아치 등에 비하면 좋은 대우였다. 그의 영지는 후난 성(湖南省)이 주어졌다. 원사 95권에는 평원왕(平遠王)에 봉작되었다는 설이 있다. 1291년 12월 17일 쿠빌라이 카안의 명으로 쌀을 하사받아 기민(饑民)을 구제하였다.
1293년 7월부터 황태손인 조카 테무르를 따라 북변(北邊)의 방어를 맡았다. 1294년 1월 부황 쿠빌라이 카안이 붕어하고 그해 5월 테무르가 칸위를 계승, 코코추는 홀로 북변의 방어를 맡았지만 이렇다할 공적을 세우지 못했다. 1294년 6월 13일 원 성종은 왕족들을 포상할 때, 서평왕 오그룩치, 영원왕 코코추, 진남왕 토곤과 토곤의 아들 이센테무르에게 각 금 5백냥, 은 5천냥, 초(鈔 지폐) 2천 정(錠), 폐백(幣帛) 각 2백필 을 하사했다. 1295년 2월 7일 영지의 백성이 빈곤함을 테무르 울제이트 칸에게 아뢰어 지폐 6만 정을 하사받았다.
1298년 9월 12일 원 성종의 명을 받고, 제국대장공주 사후 혼자 있는 고려 충렬왕을 위문하고 포도주를 하사하였다. 이때 코코추는 평장사에 임명되어 좌승(左丞) 합산(哈散, 카산)과 함께 충렬왕에게 "공주께서 세상을 떠난 뒤로 왕이 홀로 거하며 무료할 것이라 하여 황제께서 왕께 포도주를 하사하셨습니다. 또한 우리와 함께 국사(國事)를 의논하라고 하셨습니다.(自公主棄世, 王獨處無聊, 帝賜王蒲萄酒. 且令吾等, 伴議國事)"라고 전하였다. 그해 11월 3일 고려를 떠날 때 충렬왕이 직접 개경 서문 선의문(宣義門) 밖까지 나와 코코추를 전송했다.
1298년 겨울, 카이두의 부하였던 차가타이 한국 두아가 몰래 군사를 이끌고 몽골리아로 출병, 코코추의 군대를 공격했는데, 코코추는 연회를 열고 술을 마시고 있었다. 또한 그는 진중에서 술주정을 부렸다 한다. 두아의 기습공격에 코코추는 제대로 대응하지 못하고, 코코추의 휘하 장군 중 홀로 분전한 원 성종의 부마 쾨르쿠츠는 두아에게 사로잡혔다가 처형당했다. 성종 테무르의 처벌을 두려워한 코코추는 몇 차례 소환령에도 불구하고 칸에게 찾아가지 못했다. 성종은 그에게 차가타이의 손자 부리의 아들 아지키를 보내, 간신히 조정에 참석시켰다.
코코추의 태만에서 온 실수를 계기로, 1299년 원 성종 테무르 칸은 대 카이두 전쟁의 사령관에서 코코추를 해임하고, 퀼리그 칸 카이산(후일의 원 무종)을 사령관으로 임명했다. 퀼리그 칸 카이산은 카이두와의 전쟁에서 용력 분투하여 황후, 유력 왕족, 장군들의 지지를 받았다. 그의 축출에는 당시 실권을 쥐고 있던 불루간 카툰이 차기 카안의 유력 후보자로 언급, 거론되는 이들을 요주의 인물로 취급하여 멀리 보내려는 의도도 어느정도 작용했다. 1301년 7월 3일 원 성종은 그에게 초(鈔, 지폐) 2만 3천여 정을 하사했다.

### 북변 사령관 해임 이후
1304년 11월 24일 성종으로부터 말(馬) 1만 5백여필을 하사받았다. 1305년 8월 21일 초(鈔, 지폐) 만 정(萬錠)을 하사받았다.
1307년 1월 올제이투 테무르 칸이 알콜 중독으로 갑자기 사망했을 때, 불루간 대카툰, 메릭 테무르 등은 쿠빌라이 카안의 다른 아들인 망갈라의 아들 안서왕 아난다를 옹립하려 했지만, 불루간 대카툰의 독단에 반감을 품은 중서우승상 하라하슨 등 다른 원나라 관료에 의해, 죽은 원 성종 테무르 형 다르마발라의 아들 퀼리그 칸 카이산(원 무종)을 옹립하려는 움직임이 일어났다. 1307년 3월 3일 코코추는 아유르바르와다의 정변에 참여, 대도 황궁을 점령하는데 협력, 불르간 카툰에 대한 쿠데타를 성공 시켰다. 아구타이 등이 처형된 뒤, 코코추는 야쿠두(牙忽都) 등과 함께 포고를 발표, 금일 죄인들은 처벌되었으며 세조의 자손이 태자가 되었다. 이로서 마땅히 천하가 바로섰다(今罪人斯得 太子實世祖之孫 宜早正天位)는 포고문을 발표했다. 그러나 아유르바르와다와는 별도로 그의 형 회령왕 퀼리그 칸 카이산은 몽골리아에서 제왕의 지지를 얻고, 칸에 즉위하기 위해 15만 군사를 이끌고 남하하려 했다.
그래서 코코추와 야쿠두 등은 아유르바르와다에게 퀼리그 칸 카이산에게 칸위를 사양하지 않고 대칸으로 즉위해야한다고 진언했지만, 아유르바르와다는 이들의 의견을 물리치고 퀼리그 칸 카이산에게 칸의 지위를 양보하였다. 6월 21일 카이산은 대칸에 즉위했지만 그에게 불이익을 주지 않았다.
대칸에 즉위한 퀼리그 칸 카이산은 1307년 6월 26일 코코추에게 익대지공(翊戴之功)을 이유로, 높은 순위인 "한글자 왕호"를 수여하여, 영원왕(寧遠王)에서 1글자 왕호 영왕(寧王)으로 진봉되고, 사자 문양의 낙뉴금인(金印) 도장을 하사받았다. 그에게는 식읍으로 청주(清州)가 하사되었다.

### 생애 후반
1309년 3월 중서성단사관(中書省斷事官)에 임명되었다가, 중서성관원이 대덕 10년(1306년)에 43명을 세웠는데 추가로 세운다 지적하여 바로 취소되었다.
1310년 2월 21일 코코추는 월왕 투랄(越王 禿剌)의 아들 아랄나시리(阿剌納失里) 등의 도움을 받아 퀼리그 칸 카이산에 반역을 꾀하고 있었던 것이 발각되어, 삼보로 등의 밀고로 체포, 감옥에 수감되었다. 일설에는 무고라는 설이 있다. 무종은 코코추를 죽이라 하였으나, 중서성우승상 테케(鐵哥)가 무고라며 코코추를 적극 변호하여, 죽음은 면하고 곧 킵차크 한국으로 추방되었다. 일설에는 고려로 유배되었다 한다.
이때 위구르 출신 불교 승려 철양 등 24인이 모반에 참여한 것으로 알려진 그의 측근들이 능지처사되고, 초왕 야쿠투(牙忽都) 등은 하옥되었다. 코코추는 처형을 면했지만, 코코추의 아내 올제이(完者)는 사약을 받고 처형당했다. 원 무종은 삼보로에게 다르칸 칭호를 하사하고, 코코추의 영지인 청주(清州)는 삼보로에게 내려졌다. 그해 10월 18일 무종은 코코추의  당여로 추가 지목된 사람들을 찾아 처벌하였다. 또한 코코추의 모의 사실을 알면서도 고하지 않은 자는 모두 시장에서 찢겨 죽는 형(磔刑)을 받았다. 퀼리그 칸 카이산이 사망하고, 아유르바르와다가 원 인종으로 즉위 한 후에도 한참 동안 코코추는 생존했지만, 석방되지 못했다.
1312년 태부 개부의동삼사 테케(鐵哥)가 상소를 올려 세조 쿠빌라이 카안의 황자 영왕이 아직 살아있다며, 마땅히 귀환의 명을 하사해야 된다고 청하자 원 인종은 따라 이듬해 석방시켰다. 혹은 대도로 소환하였다. 1312년 8월 석방되기 직전의 코코추에게 인종은 금속대(金束帯) 1개와 은 150냥, 총 2백 정을 하사했다. 1313년 2월 석방되어 집으로 돌아가던 길에 2월 11일(음력 1월 16일) 사망하였다. 음력 2월에 사망했다는 설도 있다. 코코추의 사망 원인은 알려진 것이 없다.

### 사후
장지는 미상이다. 시호 추서 여부는 미상이다. 그의 지위와 후난 성 영지는 아들 중 세체쿠투(薛徹禿)가 이었다. 세체쿠투는 그의 사망 직후 영왕(寧王)이 되었는데, 1320년 4월 영원왕(寧遠王)으로 강작되었다가 1322년 다시 영왕으로 진봉되었다. 세체쿠투의 뒤는 세체쿠투의 동생이자 그의 다른 아들 아도치(阿都赤)가 계승했고, 아도치의 아들 슈메게이(Шүмэгэй)가 그 뒤를 이었다.

## 가족 관계
- 아버지: 쿠빌라이 카안(Хубилай хаан)
- 어머니: 후슈친 카툰(Хүшижин хатан)
  - 형제 : 아야치 (Аячи)
- 부인 : 올제이
  - 아들 : 세체쿠트 (Сэцэнт), 영왕
  - 아들 : 아두치 (Адууч)
    - 손자 : 후무게이, 예순테무르 때의 관원과는 동명이인이다.

## 관련 항목
- 쿠빌라이-카이두 전쟁
- 시리기의 난
- 알말리크
- 노무간

## 기타
그의 친척으로 종증조부 벨구테이의 증손자이자, 벨구테이의 차남 구운부카의 손자이며, 메르기타이의 넷째 아들도 그와 동명이인인 코코추(闊闊出)가 있다. 벨구테이의 증손 코코추는 정왕(定王) 가문을 형성하였다.
탕구트족 출신 관료도 동명이인의 코코추가 있었는데, 그와 비슷한 시대에 활동했다.